# Железные Ворота
Желе́зные Воро́та (серб. Ђердапска клисура, рум. Porţile de Fier) — теснина Дуная в месте сближения Карпат и Стара-Планины (речные ворота) на границе Сербии и Румынии ниже города Оршова. Длина — 15 км, ширина — 162 м.

## Природная и историко-культурная ценность
На правом берегу раскинулся национальный парк Джердап (Сербия). Самые древние из ныне присутствующих обитателей области Железных Ворот — полукочевые скотоводческие племена романоязычных валахов (балканороманская группа). На северном берегу их потомками являются современные румыны. На южном берегу ныне проживают как сербы, так и сербские влахи.

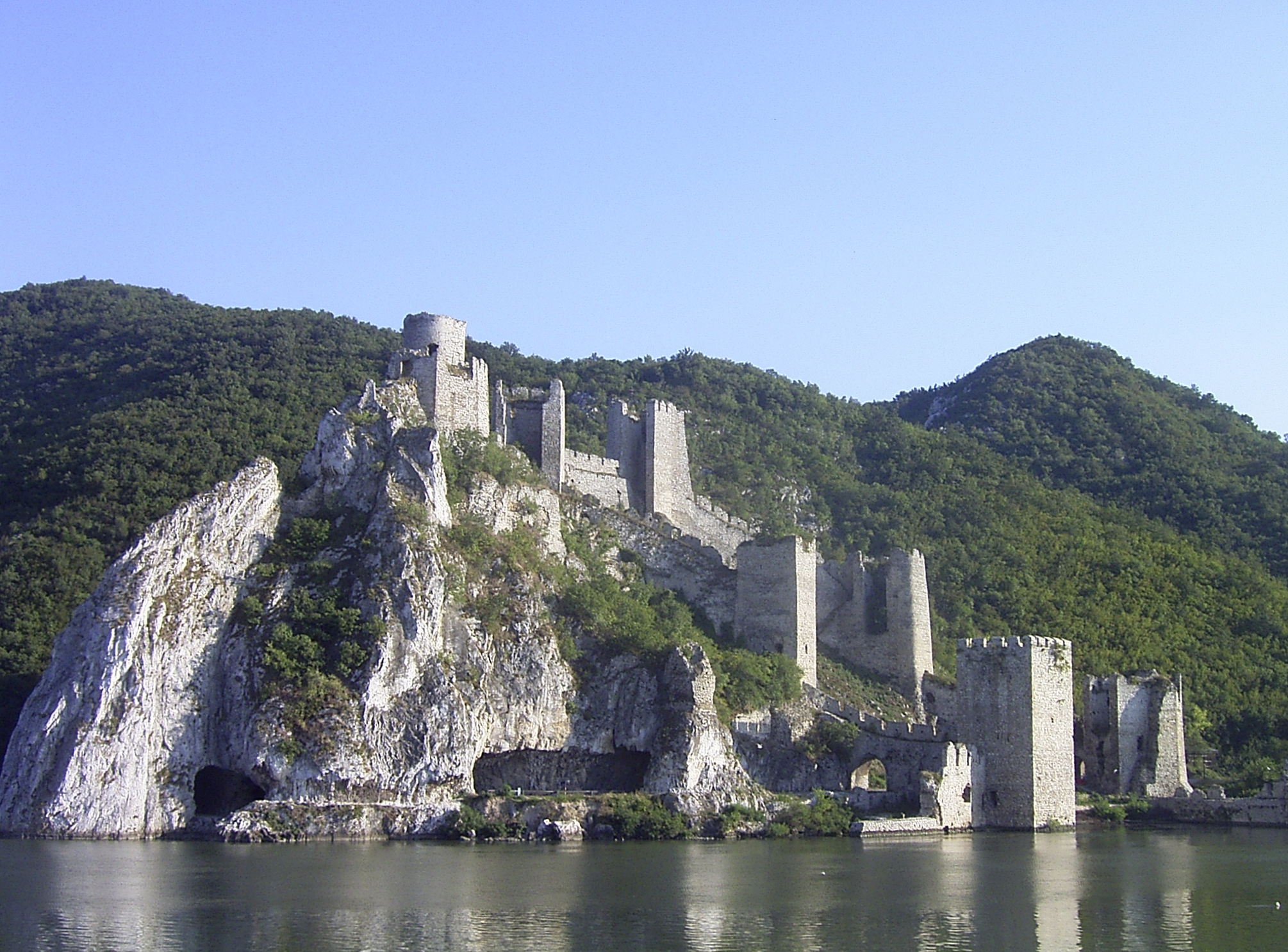
В средние века доступ к Железным Воротам охраняла Голубацкая крепость

## Хозяйственное использование
Быстрины и порог в русле реки Дунай, называемый Переграда, препятствовал судоходству вплоть до строительства  Сипского обходного канала у села Сип в 1896 году длиной в 2,5 км. 
В 1964—1972 годах Югославией и Румынией при научно-техническом содействии СССР была создана современная судоходная система, были возведены плотины и две мощные гидроэлектростанции (Джердап I и Джердап II). 
Крупнейший город ущелья — Дробета-Турну-Северин (Румыния).